# Ciboulet
Der Ciboulet (im Oberlauf und Mittelteil Goutte Boualière genannt) ist ein kleiner Fluss in Frankreich, der im Département Loire in der Region Auvergne-Rhône-Alpes verläuft. Er entspringt im südlichen Gemeindegebiet von Saint-Jean-la-Vêtre, im Bergland Monts du Forez, entwässert mit vielen Richtungswechseln generell nach Osten und mündet nach rund 15 Kilometern im Gemeindegebiet von L’Hôpital-sous-Rochefort als rechter Nebenfluss in den Anzon.

## Orte am Fluss
(Reihenfolge in Fließrichtung)
- Champitière, Gemeinde Saint-Jean-la-Vêtre
- Pragniot, Gemeinde Saint-Jean-la-Vêtre
- Ventuel, Gemeinde Saint-Jean-la-Vêtre
- Le They, Gemeinde La Côte-en-Couzan
- L’Usine, Gemeinde Saint-Didier-sur-Rochefort
- Rochefort, Gemeinde Saint-Laurent-Rochefort
- Saint-Laurent-Rochefort
- L’Hôpital-sous-Rochefort